# Cmentarz Mauzoleum Żołnierzy Radzieckich
Cmentarz Mauzoleum Żołnierzy Radzieckich – wojenna nekropolia żołnierzy radzieckich poległych lub zmarłych w wyniku ran i chorób odniesionych w czasie II wojny światowej znajdująca się w Warszawie przy ul. Żwirki i Wigury 51.

## Historia
Cmentarz został założony w latach 1949–1950, skrywa prochy 21 468 żołnierzy radzieckich 1 Frontu Białoruskiego, którzy polegli w walkach o Warszawę w latach 1944–1945. Ich prochy zostały ekshumowane z cmentarzy lokalnych oraz tymczasowych i przeniesione tu po 1949 roku. Nekropolię zaprojektowali Bohdan Lachert (ogólne założenie) i Władysław Niemirski (zieleń), ma ona charakter rozległego parku z elementami mauzoleum o powierzchni 19,2 ha. Otwarto go w 5. rocznicę kapitulacji III Rzeszy, 9 maja 1950.
Cmentarz był wielokrotnie dewastowany.

## Architektura

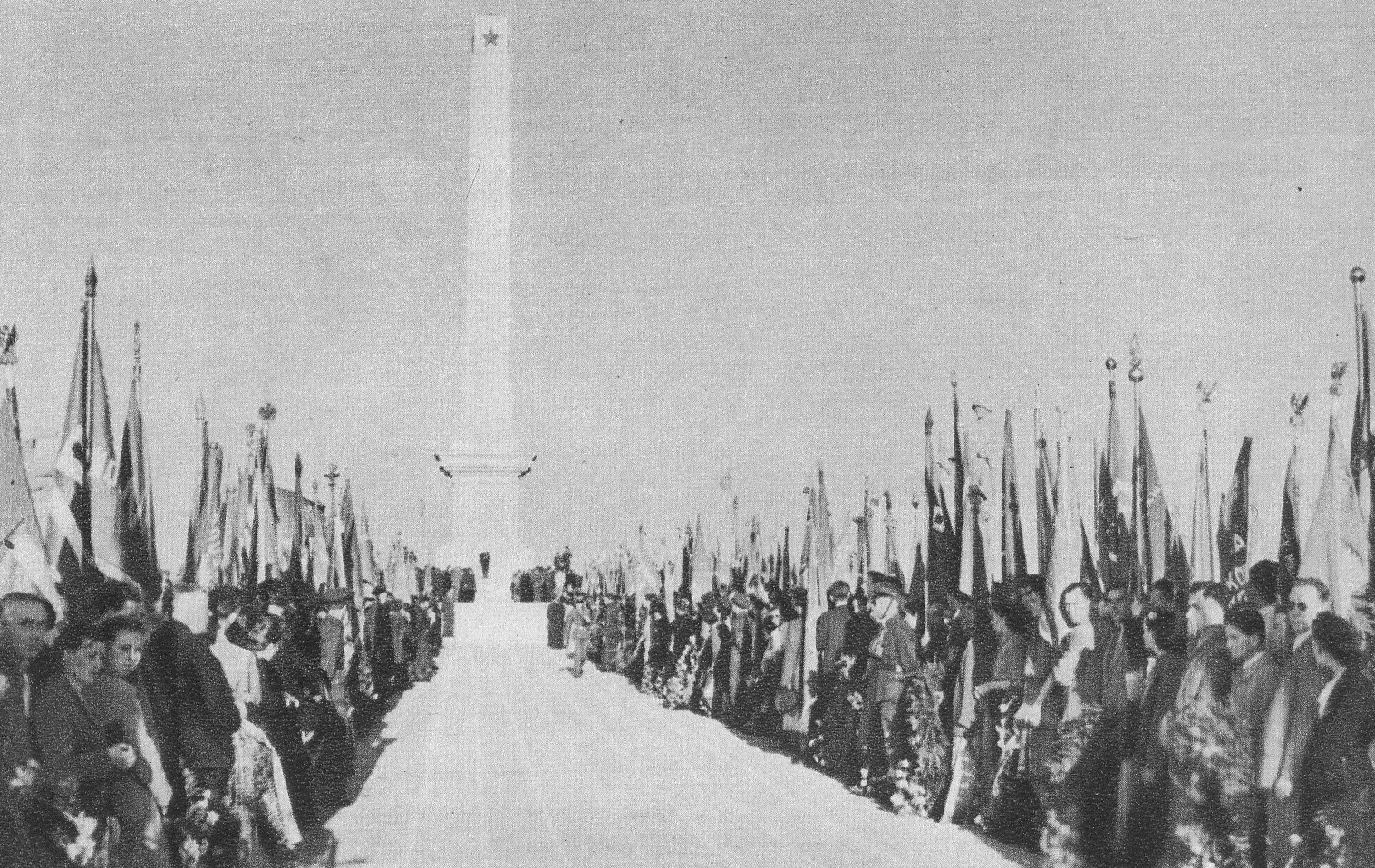
Uroczystość otwarcia mauzoleum 9 maja 1950 roku

Prochy żołnierzy pogrzebano w 834 mogiłach, z których 294 to groby indywidualne. Centralną część cmentarza stanowi szeroka aleja, która poprzez trzy tarasy prowadzi do 21-metrowego granitowego obelisku. Napis na obelisku głosił: Ku wiecznej chwale bohaterskich żołnierzy niezwyciężonej Armii radzieckiej, poległych w bojach z hitlerowskim najeźdźcą o wyzwolenie Polski i naszej stolicy Warszawy. Od ok. 2015 roku zmieniony napis głosi: Pamięci żołnierzy Armii Radzieckiej poległych o wyzwolenie Polski spod okupacji niemieckiej w latach 1944 – 1945.
Po obu stronach obelisku znajdują się monumentalne rzeźby żołnierzy Armii Czerwonej dłuta Jerzego Jarnuszkiewicza (Bohaterstwo) i Stanisława Lisowskiego (Ofiarność). Cmentarz otacza artystycznie skomponowana zieleń, dzieło Władysława Niemirskiego.
Pogrzebani żołnierze byli zgrupowani w następujących formacjach 1 Frontu Białoruskiego:
- 8 Gwardyjskiej Armii
- 28, 47, 48, 65, 69, 70 Armii
- 2 Armii Pancernej Grupy Kawalerii Zmechanizowanej
- 6 i 16 Armii Lotniczej
- 46 Korpusu Strzeleckiego
- 2 i 7 Korpusu Kawalerii
- 1 Gwardyjskiego Korpusu Pancernego

## Galeria

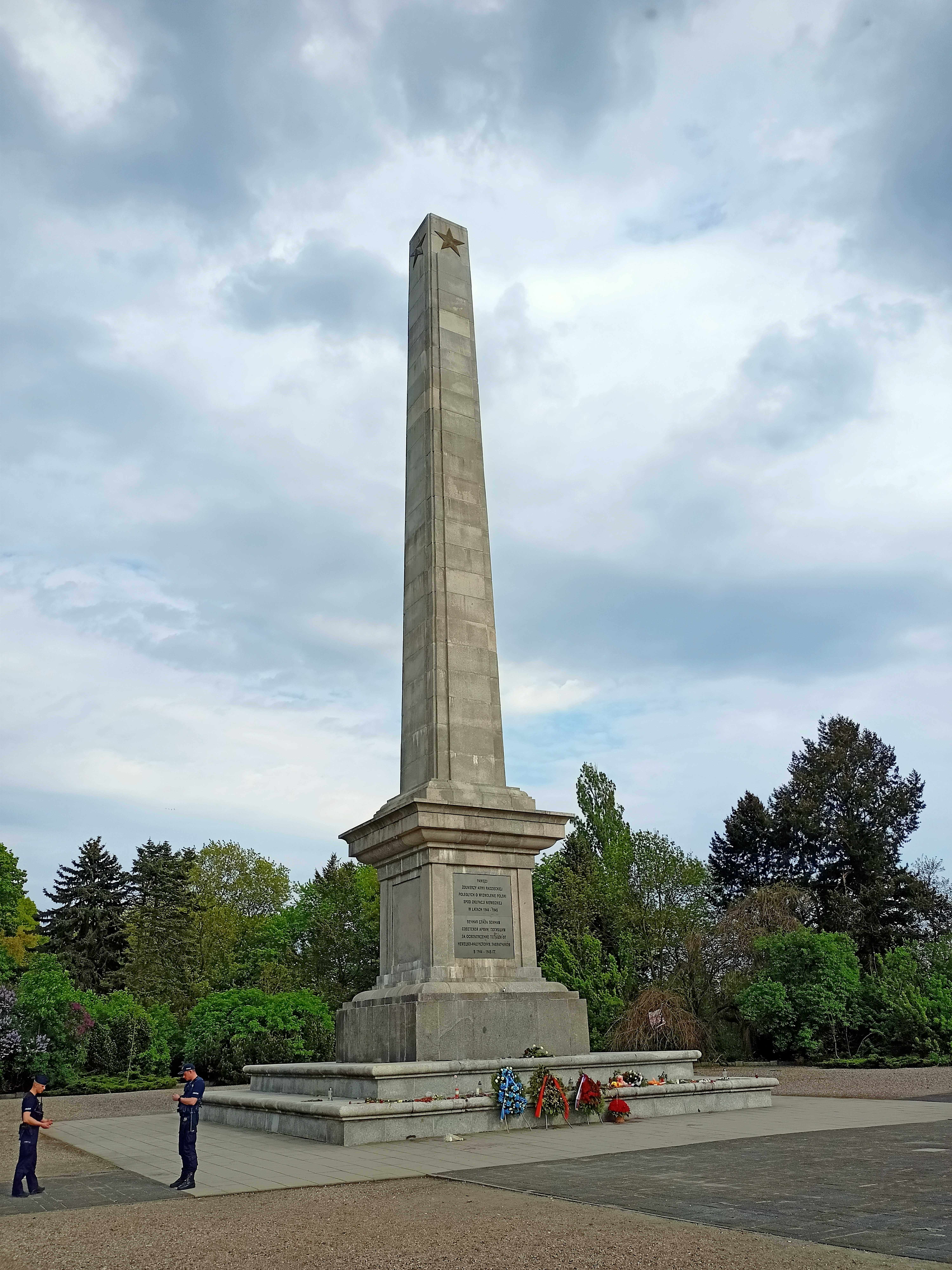
Granitowy obelisk (2022)
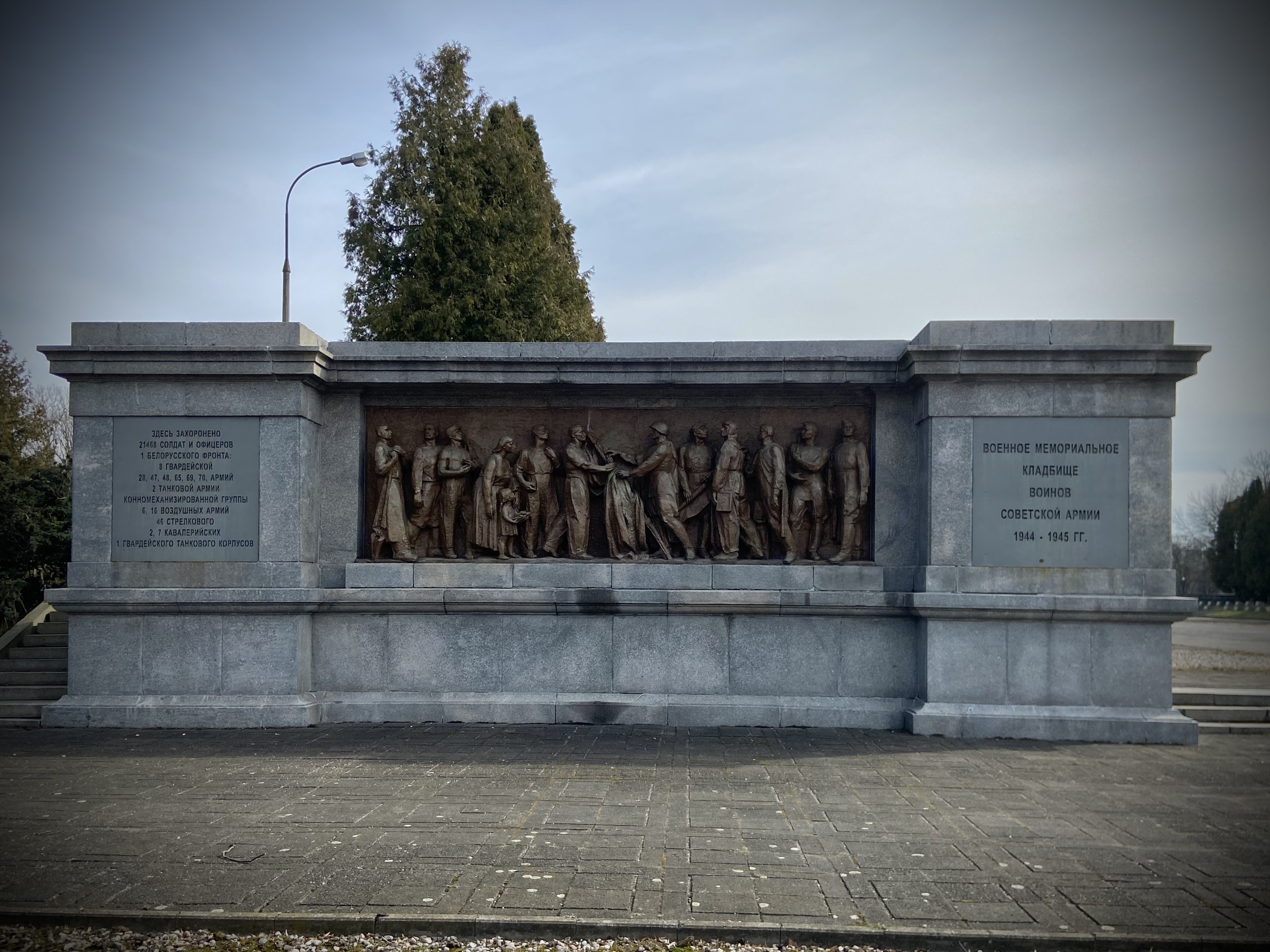
Rzeźby z tablicami w języku rosyjskim od strony ul. Żwirki i Wigury (2023)
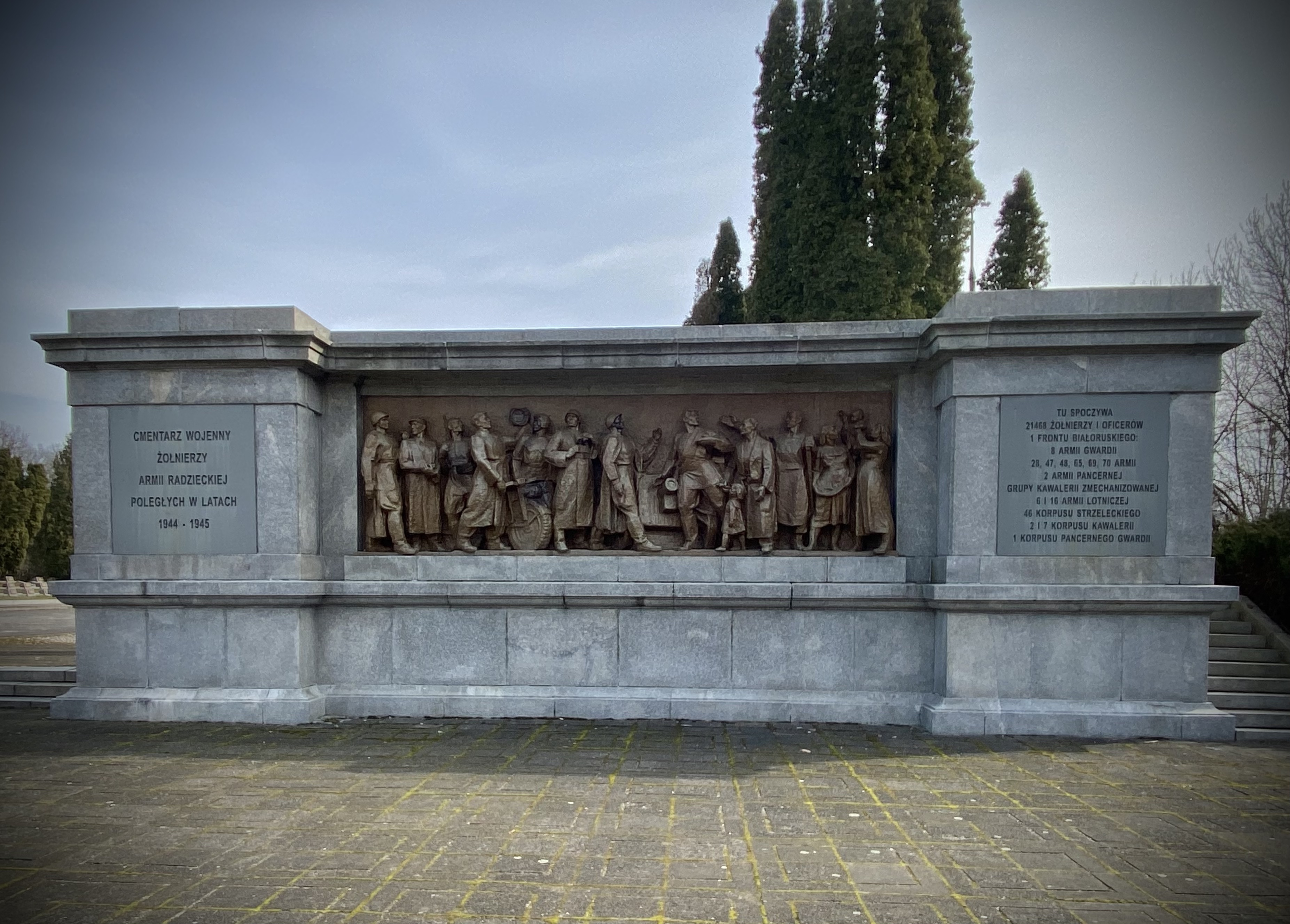
Rzeźby z tablicami w języku polskim od strony ul. Żwirki i Wigury (2023)
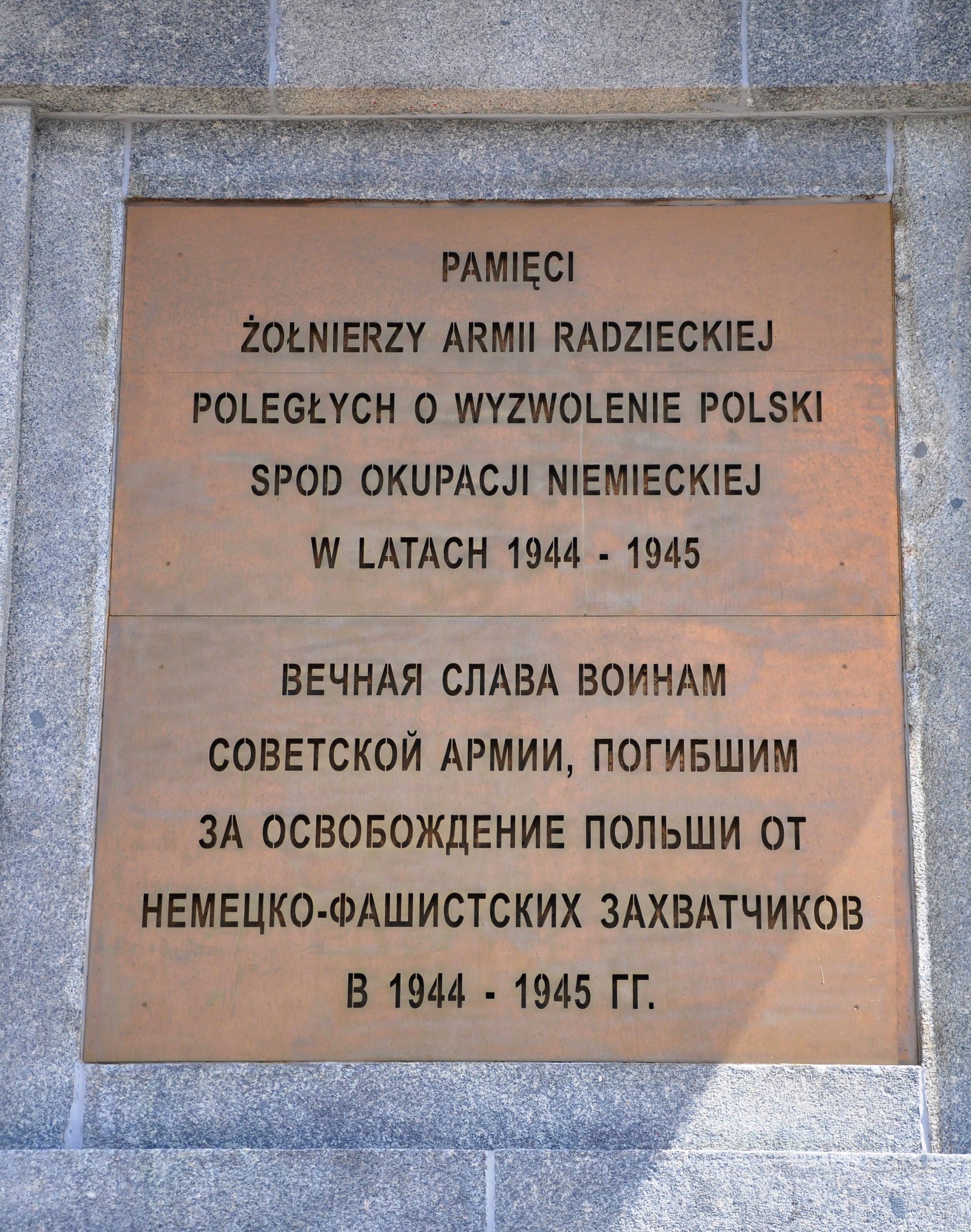
Tablica poświęcona poległym w języku polskim i rosyjskim
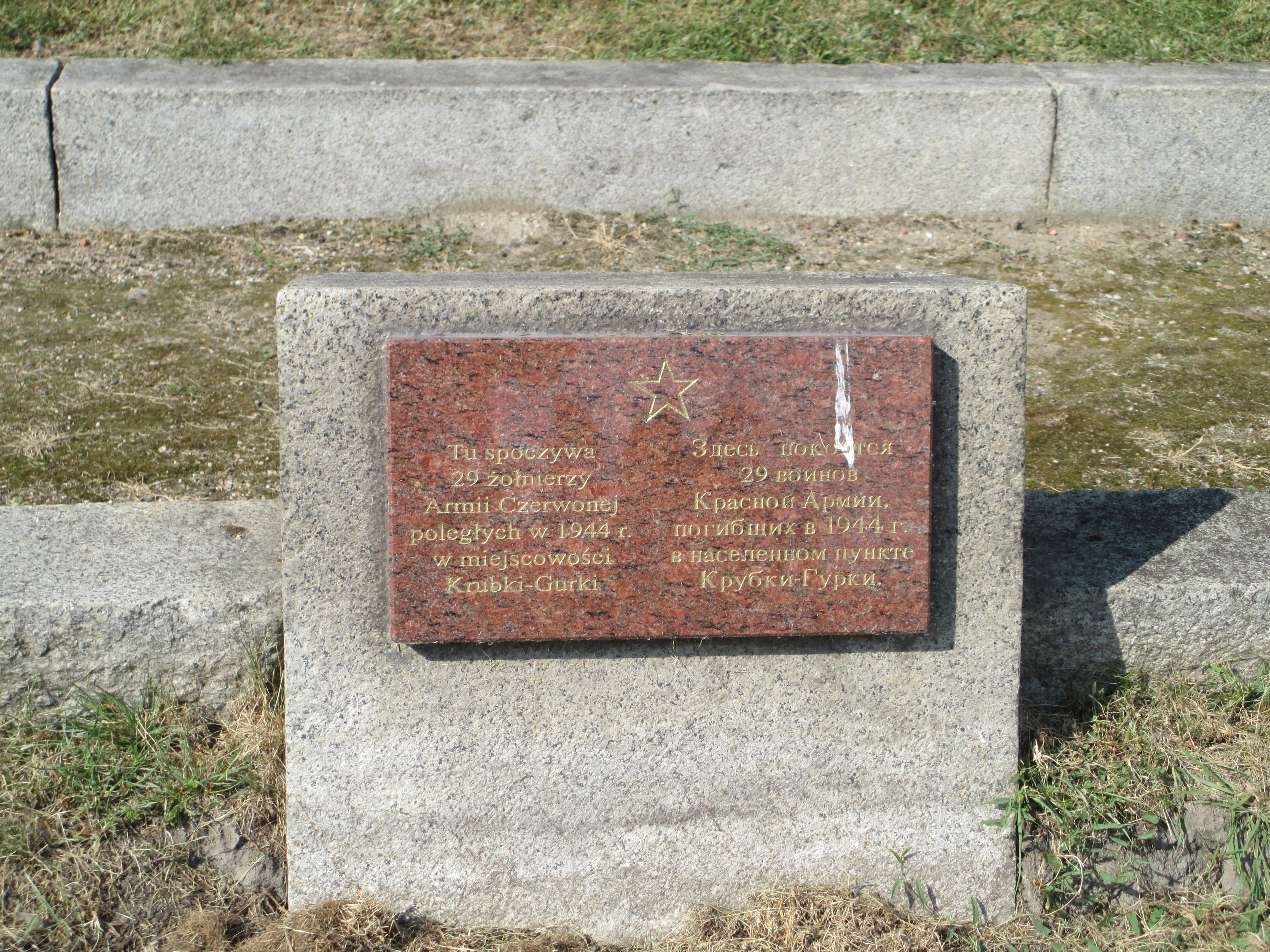
Jedna z kwater zbiorowych z 29 poległymi żołnierzami (2013)
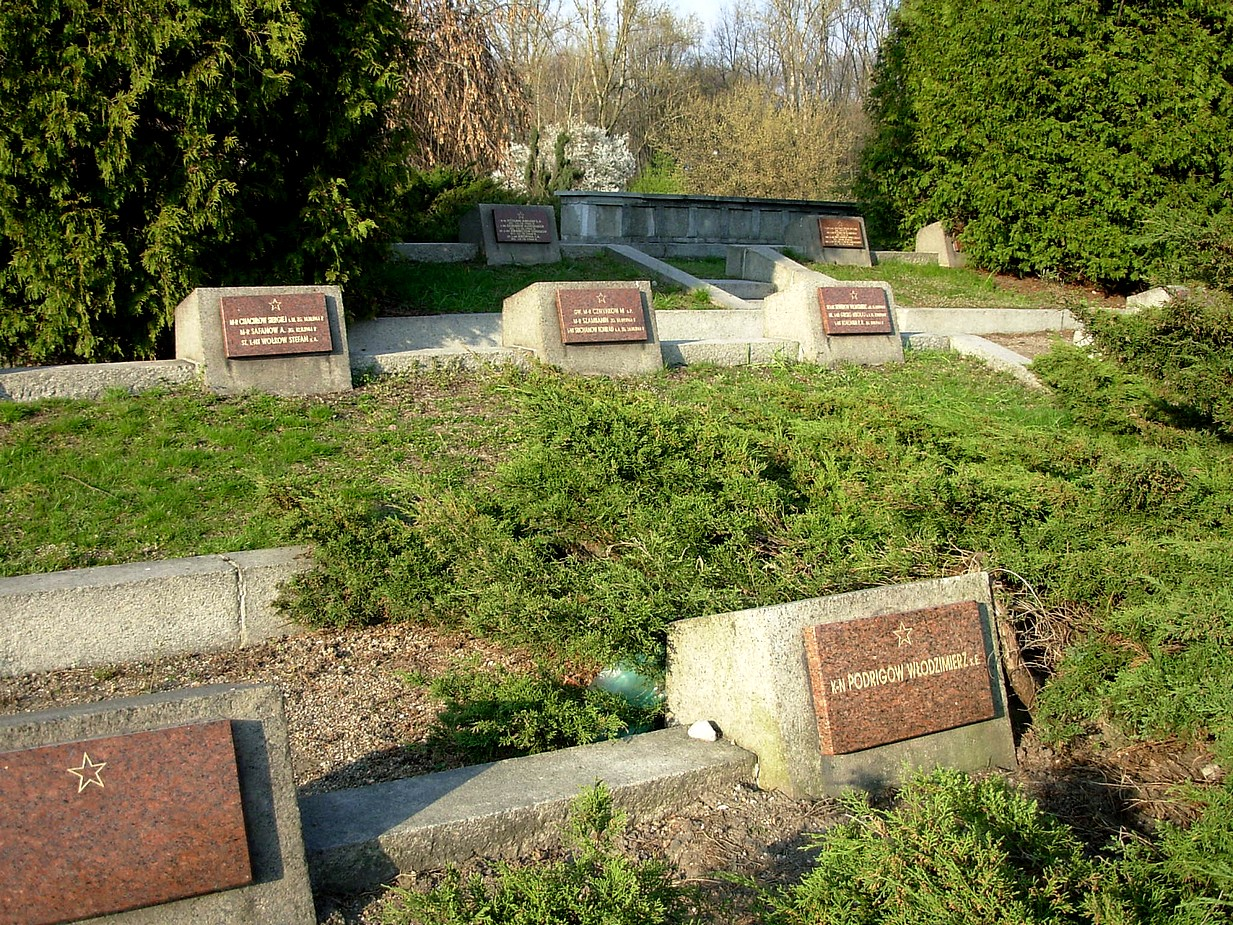
Kwatery poległych (2007)